# M7 총검
M7 총검은 미국에서 만든 총검이다. 제2차 세계 대전 시기의 M3 단검 설계에서 이어진 M6의 개량형이라고 볼 정도로 많은 부분이 유사하면서, 손잡이를 비롯한 착검 고리와 잠금장치의 외형에서 차이를 보인다. 또한 전용 칼집으로는 따로 개발된 신형 M10 이외에도 구형 M8 및 M8A1 호환이 가능하다.

## 호환 총기
- M1카빈
- 콜트 캐나다 C7
- M16시리즈
- M4카빈
- K1A기관단총
- K2소총

## 파생형

### M6
전 M14소총에 호환되는 총검으로, 현재 의장용 용도로 쓰이는 총검이다. M7의 초기 모델로 볼 수 있다.

### M7
M16의 총열에 맞춘 개량형이다.

### KM7
한국 면허 생산형으로 현대 대한민국 제식 총검으로 채택되었다. 사실상 각인만 다르기 때문에 M16에도 호환 가능하다.